# M.I.L.F. $
"M.I.L.F. $" (phát âm "Milf money") là một bài hát của nữ ca sĩ người Mỹ Fergie. Nó được sáng tác bởi Polow da Don và được phát hành như cac khúc chủ đề của album phòng thu thứ hai của, Double Dutchess thay thế cho L.A. Love (La La) vào 1 tháng 7 năm 2016 bởi Interscope và will.i.am Music Group.

## Sáng tác
Fergie lấy cảm hứng để viết ca khúc này sau khi sinh con, Axl. "M.I.L.F. $" được viết lời bởi Fergie, Polow da Don, Jocelyn Donald và Jonathan Solone Myvett. Nó là ca khúc mang âm hưởng trap được sản xuất bởi Polow da Don và AnonXmous. Độ dài ca khúc là hai phút bốn mươi hai giây.

## Danh sách bài hát
- Tải kỹ thuật số[1]

1. "M.I.L.F. $" – 2:42

- Remix EP

1. "M.I.L.F. $" (Dave Audé Remix) - 3:26
2. "M.I.L.F. $" (Polow da Don Remix) - 2:53
3. "M.I.L.F. $" (Slushii Remix) - 3:23
4. "M.I.L.F. $" (Nick Talos Remix) - 2:39
5. "M.I.L.F. $" (Suspect 44 Remix) - 3:44
6. "M.I.L.F. $" (Jodie Harsh Remix) - 3:07

## Bảng xếp hạng
| Bảng xếp hạng(2016)                         | Vị trí cao nhất |
| ------------------------------------------- | --------------- |
| Úc (ARIA)                                   | 26              |
| Canada (Canadian Hot 100)                   | 28              |
| Pháp (SNEP)                                 | 89              |
| Đức(Official German Charts)                 | 89              |
| Hungary (Single Top 40)                     | 22              |
| Ireland (IRMA)                              | 78              |
| Italy (FIMI)                                | 82              |
| New Zealand Heatseekers (Recorded Music NZ) | 1               |
| Bồ Đào Nha (AFP)                            | 95              |
| Scotland (OCC)                              | 28              |
| Anh Quốc (OCC)                              | 56              |
| Hoa Kỳ Billboard Hot 100                    | 34              |
| US Billboard Hot Rap Songs                  | 7               |

## Lịch sử phát hành
| Quốc gia  | Ngày               | Định dạng              | Nhãn hiệu                            | Ref.   |
| --------- | ------------------ | ---------------------- | ------------------------------------ | ------ |
| Toàn quốc | 1 tháng 7 năm 2016 | Tải nhạc xuống         | Interscope will.i.am Universal Music | [ 17 ] |
| Ý         | 8 tháng 7 năm 2016 | Contemporary hit radio | Universal Music                      | [ 18 ] |

## Liên kết
- Video chính thức trên YouTube
- Tài khoản chính thức cho video ca nhạc trên Instagram